# Dorothea Maroske
Dorothea Maroske (* 26. Februar 1951 in Stepenitz) ist eine deutsche Bildhauerin.

## Leben
Bereits während und nach dem Schulbesuch in Wittstock/Dosse mit dem Abiturabschluss 1970 studierte Dorothea Maroske von 1969 bis 1975 an der Hochschule für Bildende Künste Dresden bei Gerd Jaeger und Helmut Heintze. Sie war bis 1990 Mitglied des Verbandes Bildender Künstler der DDR, und seit 1990 ist sie Mitglied des Künstlerbundes Mecklenburg und Vorpommern. Von 1996 bis 1998 war Dorothea Maroske Dozentin an der Grafik-Design-Schule in Anklam. Im Werk Dorothea Maroskes dominiert die weibliche Figur, die oft mit einem Gewand bekleidet ist.
Seit 1982 lebt und arbeitet Maroske in Lichtenberg, einem Ortsteil der Gemeinde Feldberger Seenlandschaft. Sie war mit dem im Jahr 2020 verstorbenen Bildhauer und Grafiker Uwe Maroske verheiratet, mit dem sie zwei gemeinsame Töchter hat.

## Ausstellungen (unvollständig)

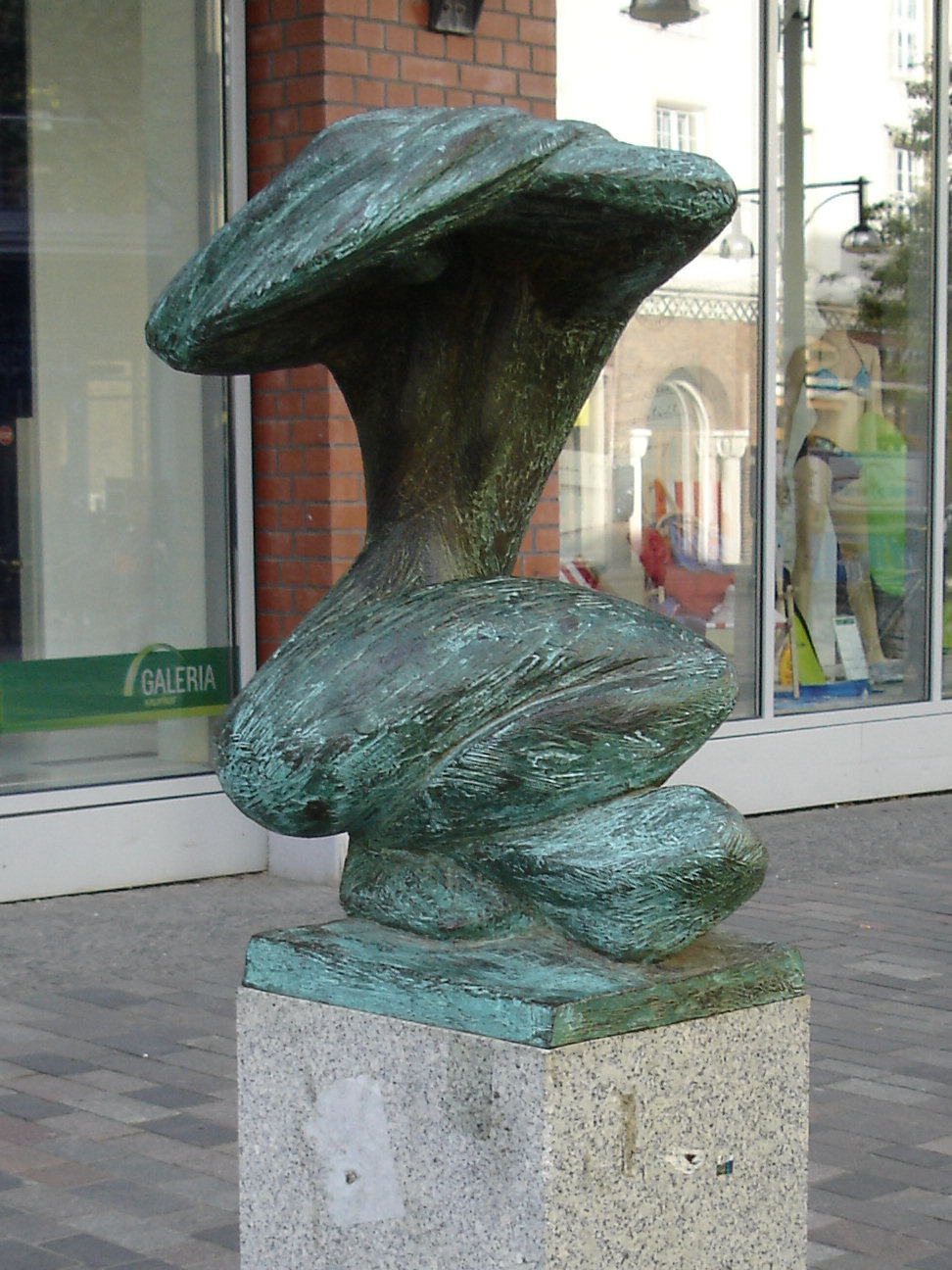
Die Welle (Rostock)

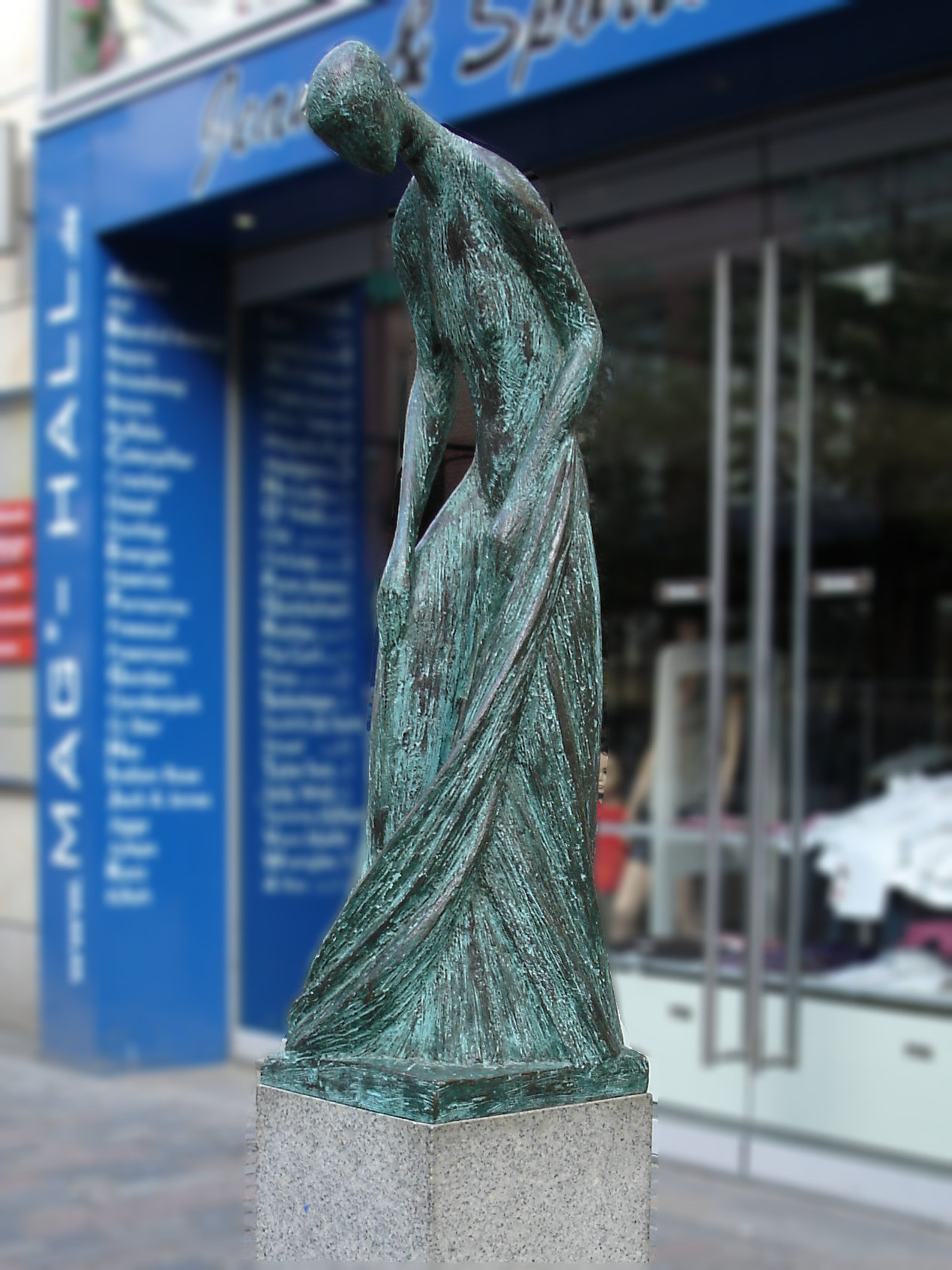
Der Fluss (Rostock)

### Personalausstellungen
- 1988 Museum Wittstock
- 1990 Galerie Friedländer Tor, Neubrandenburg
- 1991 Kunstsammlung Neubrandenburg
- 1992 Kleine Galerie, Teterow
- 1993 Ausstellungshalle Bad Iburg
- 1993 Roter Pavillon, Bad Doberan
- 1995 Museum Neustrelitz
- 1997 Ermeler-Speicher, Schwedt/Oder
- 1999 Galerie Arcus, Berlin-Hohenschönhausen
- 2000 Galerie Altes Zollhaus, Herrnburg
- 2011 Staatsgalerie Prenzlauer Berg, Berlin

### Ausstellungsbeteiligungen
- 1984 Bezirkskunstausstellung Neubrandenburg

- 1987 „Wirklichkeit und Bildhauerzeichnungen“, Dresden und Rostock
- 1987/88 X. Kunstausstellung der DDR, Dresden
- 1993 Galerie „Wort und Werk“ (mit Uwe Maroske, Jutta Mirtschin), Berlin
- 1994 „Kunst in der Scheune“, Bollewick
- 1997 „Zwischen Schloss und Scheune“, Dornum
- 1998 Ausstellung „Plastikgalerie in der Kirche zu Wittenhagen“
- 1998 Landesschau des Künstlerbundes Mecklenburg und Vorpommern, Rostock
- 1999 Landesschau des Künstlerbundes Mecklenburg und Vorpommern, Neustadt-Glewe
- 2000 Jubiläumsausstellung „25 Jahre kleine galerie“, Feldberg
- 2001 Galerie Friedländer Tor (mit Uwe Maroske)
- 2001 Galerie AG Rostock (mit Anneliese Schöfbeck)
- Kunsthalle der Grafik-Design-Schule Anklam (mit Uwe Maroske)
- 2008 Galerie 100 (mit Uwe Maroske), Berlin
- 1990–2009 Sommergalerie Lichtenberg
- seit 2010 ständige Ausstellung im „Forum Figura“, Lichtenberg (mit Uwe Maroske)

## Werke im öffentlichen Raum (Auswahl)
- 1988 Tucholsky-Brunnen Berlin
- 1989–1992 Boulevardgestaltung mit Bronzeplastik „Undine“ in Friedland (Mecklenburg)
- 1995–96 Plastiken „Marie stehend“ und „Mara“, Alten- und Pflegeheim Feldberg
- 1996 Mutter und Kind, Gynäkologische Klinik Würzburg
- 2000 „Die Welle“ und „Der Fluss“, Breite Straße in Rostock
- 2000/2001 „Fohlen“, Kleiner Marktplatz im Neubrandenburger Wohngebiet Reitbahnweg